# Le Lorrain

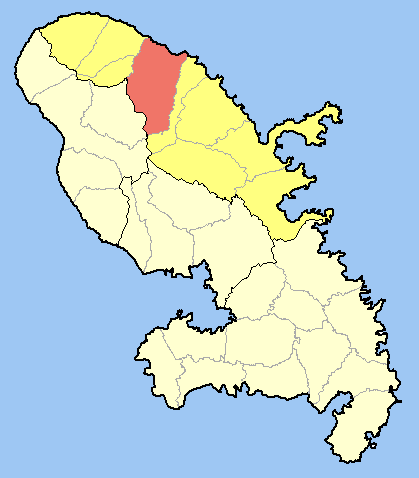
Situació de Le Lorrain

Le Lorrain és un municipi francès, situat a la regió de Martinica. El 2009 tenia 7.901 habitants. És el tercer municipi més gran de l'illa, i hi destaca el conreu de la banana.

## Administració
| Període   | Identitat                               | Partit        |
| --------- | --------------------------------------- | ------------- |
| 1885-1888 | Valmord Henry                           |               |
| 1888-1898 | Jacques Jean-Baptiste Hippolyte Diobine |               |
| 1898-1908 | Jacob Remir                             |               |
| 1908-1926 | Joseph Clerc                            |               |
| 1926-1929 | Fernand Clerc                           |               |
| 1929-1941 | Charles Edmond                          |               |
| 1941-1943 | Joseph Maxime                           |               |
| 1943-1945 | Charles Edmond                          |               |
| 1945-1975 | Joseph Pernock                          |               |
| 1975-2008 | Michel Thalmensy                        | FMP           |
| 2008-     | Justin Pamphile                         | Divers gauche |

## Personatges il·lustres
- Raphaël Confiant
- Jean Bernabé